# A Da Vinci-kód (regény)
A Da Vinci-kód (The Da Vinci Code) Dan Brown amerikai regényíró 2003-ban megjelent regénye, mely az év legnagyobb könyvsikere volt az Amerikai Egyesült Államokban. A mű több országban is a bestseller listák élére került. A Da Vinci-kódot sokan a felnőttek Harry Potterjeként jellemzik. Sok elemző szerint a Harry Potter regények óta ez az első könyv, amely ismét tömegeket késztetett olvasásra. Világszerte könyvklubok, olvasócsoportok, rajongói honlapok, újságcikkek foglalkoztak és foglalkoznak vele. A Da Vinci-kód nemcsak műfaja legsikeresebb könyve lett (2009-ig több mint 80 millió példányban kelt el), hanem a legtöbb vitát kiváltó is. Mindazonáltal a mű az írója szerint sem akar több lenni annál, mint ami: egyszerű, szórakoztató olvasmány, krimi.

## A történet

Leonardo da Vinci: Mona Lisa (1503-19), Louvre, Párizs

A párizsi Louvre Nagy Galériájában meggyilkolják Jacques Saunière-t, az intézmény kurátorát, aki egyben a titkos Sion-rend nagymestere. Meztelen holttestére a Vitruvius-tanulmányt idéző alakzatban találtak rá, hasán egy saját vérével rajzolt pentagrammával. Gyilkosa egy Silas nevű albínó, az Opus Dei tagja, aki a szervezet vezetője, Aringarosa püspök és egy titokzatos Mester parancsára szedte ki a rend által őrzött Szent Grálhoz elvezető zárókő (clef de voûte) rejtekhelyét Saunière-ből és a rend másik három vezetőjéből, majd mindannyiukat megölte. Silas elmegy a megjelölt helyre, ott azonban nem talál semmit – Saunière és társai hazudtak.

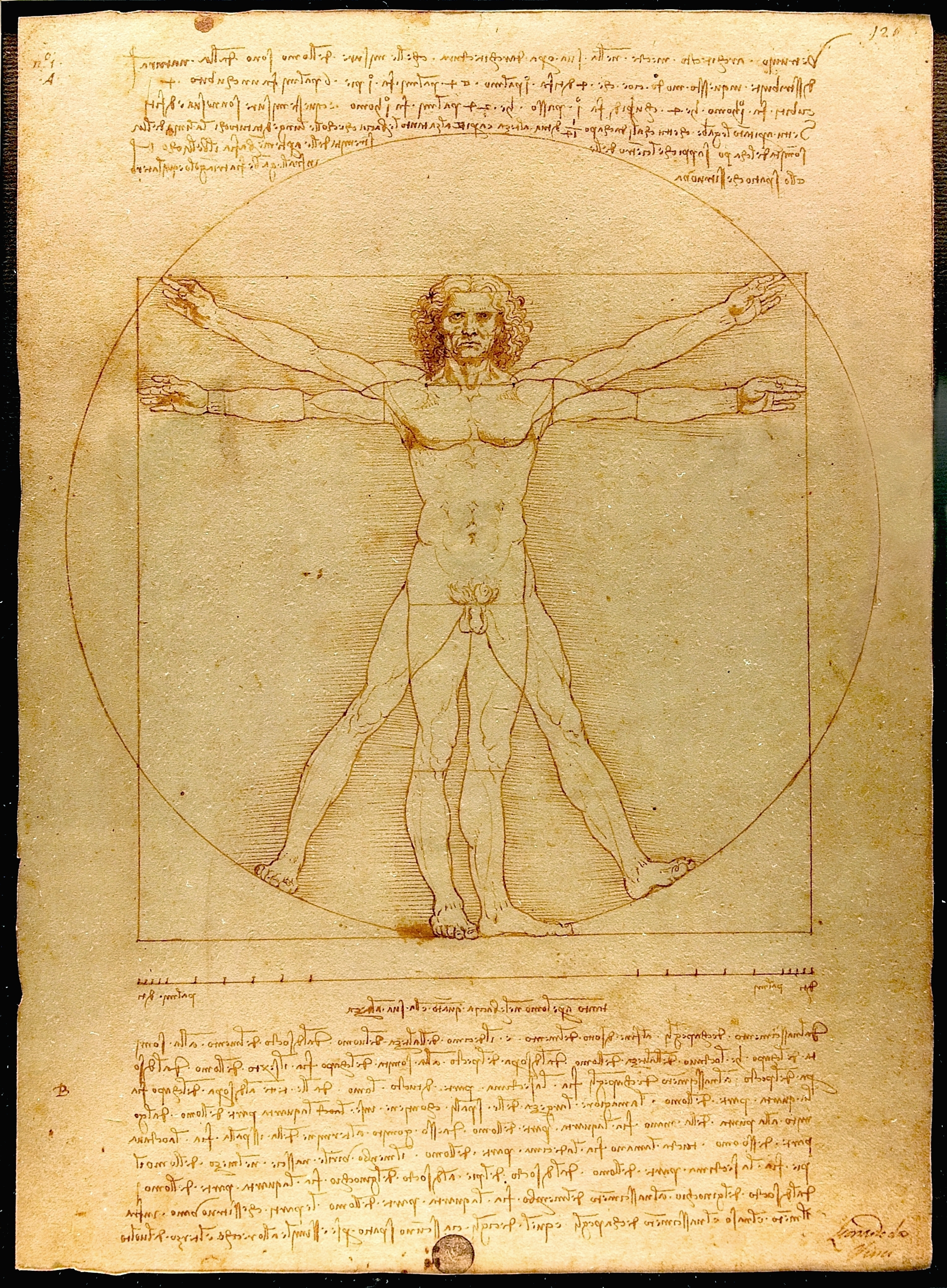
Da Vinci Vitruvius-tanulmánya

Mindeközben a rendőrség a Louvre-ba rendeli Robert Langdon amerikai szimbólumkutatót, akinek éppen aznap este lett volna találkozója Saunière-rel. Az áldozat utolsó erőfeszítéseivel több – első látásra érthetetlen – üzenetet is hátrahagyott, köztük a következőt: Find Robert Langdon, vagyis meg kell találni Robert Langdont. Bezu Fache kapitány, a nyomozás vezetője ez alapján Langdont sejti a gyilkosság hátterében. Megérkezik az istennő szépségű, gyönyörű Sophie Neveu, Saunière unokája is (ezt azonban Fache-ék nem tudják róla), azzal az ürüggyel, hogy kriptográfusként (titkosírás-szakértőként) segíthet Saunière utolsó üzenetének megfejtésében. Valójában már érti az üzenetet, amely szerint neki kell megtalálnia Langdont, és azt is sejti, hogy mi Fache célja Langdonnal.
Megszökteti a férfit a Louvre-ből. Sophie és Langdon Saunière üzenetét követve a Zürichi Letéti Bankba megy, ahol meg is találják a zárókövet, egy cryptexet. A Leonardo da Vinci találmányának tulajdonított márványhenger egy ötbetűs kóddal nyílik, és üzenetet tartalmaz. Ha nem a megfelelő kódot használják, vagy feszegetni próbálják, a cryptexben lévő ecetes fiola eltörik, és az üzenet megsemmisül. Leonardo maga is a Sion-rend nagymestere volt.
Hosszas viszontagságok árán Sophie és Langdon eljutnak a Párizs melletti villájában élő Sir Leigh Teabinghez, a különc angol Grál-kutatóhoz, akitől azt remélik, hogy segítséget nyújthat a zárókő felnyitásához. Sophie-nak itt magyarázzák el, hogy a Grál, a Rózsa valójában nem más, mint Mária Magdolna, akit Jézus – ellentétben az egyház két évezredes, a „szent nőiséget” tagadó tanításával – feleségül vett, sőt számos gyermekük született; a templomos lovagrend, majd utóda, a Sion-rend Mária Magdolna csontjainak, a történetet alátámasztó dokumentumoknak és a krisztusi leszármazottaknak az őrzésére szerveződött. Sophie megdöbbenve fedezi fel a történet elemeit Leonardo festményein, például az Utolsó vacsorán. Silas betör a kastélyba, de megkötözik; nemsokára azonban a rendőrség is megérkezik, így Teabing magángépén Londonba menekülnek. Felnyitják a zárókövet, amelyben egy újabb, feleakkora cryptexet találnak, továbbá egy tekercset, amelyen a következő vers szerepel:
Londonban egy lovag, pápa tette sírba.
Munkája gyümölcsét szent harag torolta.
Sírján keress gömböt, noha úgysem leled.
A Rózsa méhének titkát súgja neked.
Ügyesen megszökve a repülőtéren már várakozó hatóságok elől, Langdonék a versbeli utalások alapján egy, a templomosok által épített londoni templomba mennek. Azonban Teabing komornyikja, Rémy Legaludec, valójában a Mester alkalmazottja, és kiszabadítja Silast, majd elviszi a cryptexet és – „túszként” – Teabinget. Langdon és Sophie rászánják magukat, és hívják a rendőrséget, majd megfejtik a verset (a „lovag” valójában Sir Isaac Newton, aki szintén a rend nagymestere volt) és elmennek Newton sírjához, a Westminsteri apátságba. Ott azonban már fegyverrel várja őket a Mester: Teabing. A kutató célja a Szent Grál megszerzése és az egyház titkainak leleplezése volt, ennek érdekében használta ki az Opus Deit és Silast is, a gyilkosságtól sem visszariadva. (Amikor már nem volt rá szüksége, Rémyt is megölte.) Langdon ügyes mozdulatokkal Teabing tudta nélkül felnyitja a cryptexet. Néhány perc múlva a rendőrség is megérkezik, és letartóztatják a kutatót.
Silas a rendőrökkel való lövöldözésben halálos sebesülést szerez. Sophie és Langdon a cryptexben talált információ alapján a skóciai Rosslyn nevű templomos kápolnába mennek, ahol meglelik Sophie nagyanyját és öccsét, akikről a lány eddig azt hitte, autóbalesetben meghaltak. (Saunière biztonságosabbnak látta, ha a család két külön helyen él, sőt Sophie és az öccse nem tudnak egymásról.) Langdon, átlátva a cryptexbeli üzenet mélyebb értelmét, a Louvre mélyén talál rá a Grálra – és jobbnak gondolja, ha annak mivolta és helye továbbra is titokban marad.

## Rejtélyek és talányok

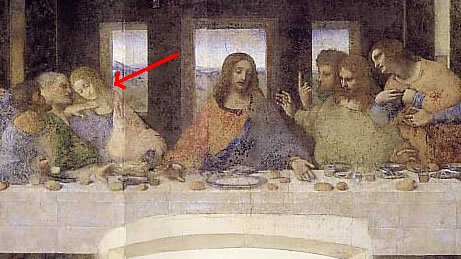
Női alak Jézus mellett? (Lenorado da Vinci: Az utolsó vacsora)

A könyv nyomán társasjátékok, rejtvény- és kódfejtő körök is alakultak. A rajongókat olyan rejtélyek is foglalkoztatják, mint:
- Ki fogja a kést Az utolsó vacsora c. festményen?
- A Jézus mellett látható női alak valóban Mária Magdolna?
- A Mona Lisa rejtélyes nőalakja helyett valóban Leonardo festette-e önmagát?
- Lehet-e hamisítvány a Biblia?
- Hogyan kapcsolható össze a Vatikán és az Opus Dei?
- Mi is valójában a Szent Grál?

## Kritikák

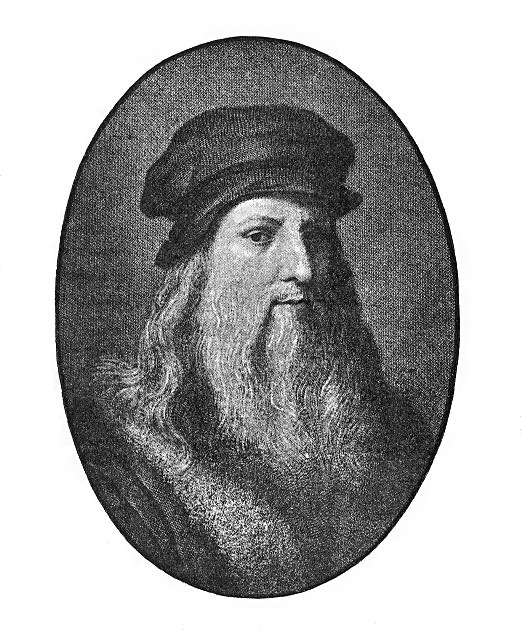
Leonardo da Vinci

Bár a könyv bevezetője szerint „minden a könyvben szereplő tény megtörtént és pontos”, a történetben szereplő pontatlanságok – esetenként pedig a szerző által kreált események – száma olyan nagy, hogy annak felsorolása is könyv méretű; többek között egy ilyen kiadvány a The Da Vinci Hoax (A Da Vinci-blöff). Ez természetesen csak akkor jelentett volna problémát, ha valaki a könyvet nem izgalmas krimiként, hanem tények forrásaként akarta volna kezelni. Azonban érthető a felháborodás, mert a könyv elején mégiscsak azt próbálja az író elhitetni az olvasóval, hogy minden dolog, helyszínleírás pontos a műben (a sok pontatlanság pedig egyértelműen megrengeti a mű igazságtartalmát), azonban a rengeteg pontatlanságról már csak azok szereznek tudomást, akik mélyebben foglalkoznak a témával.
A Harry Potterhez hasonlóan, a művet érő támadások nagy része a római katolikus egyháztól ered. Például Tarcisio Bertone bíboros szerint A Da Vinci-kódban leírtak olcsó hazugságok, így felszólította a katolikus könyvesboltokat, hogy vegyék le a könyvet polcaikról. A heves reakciók kiváltó oka, hogy a könyv közvetlenül is támadja a legfőbb katolikus dogmákat, például Jézus istenségét.
A római katolikus egyház haladó irányzatának véleménye szerint a regény egy érdekes krimi, ám valláskritikaként nem vehető komolyan, mivel (protestáns kulturális gyökerekkel rendelkező) írója figyelmen kívül hagyta a katolicizmus (az egyház dogmarendszerében is tükröződő) Szűz Mária iránti mély tiszteletét.
Nem csak a római katolikus egyház támadta élesen a könyvet: több alkalommal beperelték más könyvek szerzői azt állítva, hogy a szerző az ő munkájukat plagizálta a művében. Például Az abbé titka című, magyarul 1994-ben megjelent kötet szerzői és Lewis Perdue, a Isten lánya (1983) és A Da Vinci örökség (2000) című regények írója. Az utóbbi ügyben a New York-i bíróság 2005. augusztus 5-én kihirdetett ítélete szerint Dan Brown nem végzett másolást, tehát a műve egyedi. A művek között, mint más műveknél is találhatóak azonos szálak, de ez nem feltétlenül jelent plagizálást.
Az egyik kritikus szerint a regény leginkább Umberto Eco A Foucault-inga című művének felhígított, az amerikai piac által fogyaszthatóvá tett változatának tekinthető. Valójában Umberto Eco idézett műve nem teljesen azonos téma feldolgozása, és csak egy a témát szerepeltető tucatnyi könyv közül.

## Magyarul
- A Da Vinci-kód. Regény; ford. Bori Erzsébet; Gabo, Bp., 2004
- A Da Vinci-kód; ford. Révbíró Tamás; Reader's Digest, Bp., 2005 (Reader's Digest válogatott könyvek)
- Akiva Goldsmanː A Da Vinci-kód. Illusztrált forgatókönyv. A film kulisszatitkai; előszó Dan Brown, Ron Howard, Brian Grazer, utószó John Calley; Gabo–Broadway Books, Bp.–New York, 2006
- A Da Vinci-kód; Bori Erzsébet ford. felhasználásával Turcsányi Jakab; Gabo, Bp., 2016

## További könyvek és ellenkönyvek a témában
- Martin Lunn: A Da Vinci-kód megfejtése
- Simon Cox: A Da Vinci-kód feltörése
- Simon Cox: Dan Brown kézikönyv – A regények mögött rejtőző igazság
- Sandra Miesel – Carl E. Olson: A Da Vinci-blöff
- Sharan Newman: A Da Vinci-kód a történész szemével
- Bart D. Ehrman: Tények és tévedések A Da Vinci-kódban

## Rajongói turizmus
A regényben szereplő szinte minden helyszín és minden műemlék, történelmi, vagy művészeti tárgy irányában „Da Vinci” turisták tömege indult el, önállóan és az utóbbi időkben már szervezetten Párizsba a Louvre-ba, Angliába a Westminsteri apátságba… A Da Vinci-kód megjelenése óta turisták hada lepte el a skóciai Rosslyn-kápolnát, melynek fenntartói a műemlék védelme érdekében már korlátozták az épület látogatását. A Mona Lisát viszont új és tágasabb helyre telepítették át.

## Filmváltozat
A világsikert aratott regény jogdíját 6 millió dollárért vette meg a Sony Pictures Entertainment, hogy filmet készítsen belőle. A filmadaptációt Ron Howard amerikai filmrendező stábja forgatta le 2005–2006-ban Tom Hanks, Audrey Tautou és Ian McKellen főszereplésével. 